# Atari Game Brain
L' Atari Game Brain (numéro de modèle: C-700) est une console de jeu vidéo domestique dédiée inédite dont la sortie était prévue par Atari en juin 1978. Elle permetait de jouer à 10 jeux particuliers, portés à partir de toutes les consoles dédiées d'Atari précédemment sorties, dont Pong, Stunt Cycle et Video Pinball. Ses contrôleurs ont été intégrés au système, avec 4 boutons directionnels, un paddle et un bouton de tir. Les jeux sont insérés dans la partie supérieure du système en ouvrant une trappe qui porte également un petit livret d'instructions.
Le système n'était pas destiné à être vendu en masse pour Atari, mais plutôt comme une liquidation des processeurs des consoles dédiées invendues. Au moment où la Game Brain était terminée, les consoles dédiées devenaient obsolètes par rapport aux consoles dotées de cartouches ROM amovibles, telles que Fairchild Channel F, le RCA Studio 2 et l'Atari 2600 propre à Atari. Atari a annulé la Game Brain vers 1978. Il existe trois consoles Atari Game Brain et cinq prototypes de cartouches.

## Jeux
- Pong
- Stunt Cycle
- Super Pong
- Super Pong ProAm
- Super Pong ProAm 10
- Super Pong 10
- Ultra Pong
- Ultra Pong Doubles
- Video Music
- Video Pinballl